# Пура (футбольний клуб)
Футбольний клуб «Пура» або просто «Пура» (перс. پورا تهران‎‎) — професіональний іранський футбольний клуб з міста Тегеран.

## Історія
В 1989 році Абдулла Суфіяні придбав відомий клуб «Кіан» та перейменував його в ФК «Пура».

## Відомі тренери
- Ебрахім Аштіані
- Ферейдун Мобіні
- Ахмад Ходадад
- Мансур Пурхейдарі
- Парвіз Мазлумі